# Mamadou Sidibé
Pour les articles homonymes, voir Sidibé.
Mamadou Sidibé est un médecin et homme politique malien, né le 6 mars 1950 à Akjoujt en Mauritanie.
Après des études primaires à Kayes puis secondaire au lycée de Badalabougou à Bamako, Mamadou Sidibé entreprend des études de médecine et obtient un doctorat.
Le 25 avril 2012, il est nommé ministre de l’Action Humanitaire, de la Solidarité et des Personnes âgées dans le gouvernement de Cheick Modibo Diarra. Le 20 août 2012, il est reconduit au même poste dans le deuxième gouvernement de Cheick Modibo Diarra.